# Manduca armatipes
Manduca armatipes är en fjärilsart som beskrevs av Rothschild och Jordan 1916. Manduca armatipes ingår i släktet Manduca och familjen svärmare. Inga underarter finns listade i Catalogue of Life.